# Fântânele (Suceava)
Fântânele é uma comuna romena localizada no distrito de Suceava, na região de Moldávia. A comuna possui uma área de 40.53 km² e sua população era de 4915 habitantes segundo o censo de 2007.